# Beatyfikowani i kanonizowani przez Benedykta XIV
Beatyfikowani i kanonizowani przez Benedykta XIV – święci i błogosławieni wyniesieni na ołtarze w czasie pontyfikatu Benedykta XIV.

## 1740
14 grudnia
- Bł. Stefania Quinzani (zatwierdzenie kultu)

## 1741
23 kwietnia
- Bł. Aleksander Sauli

22 września
- Bł. Alwarez z Kordoby (zatwierdzenie kultu)

13 grudnia
- Św. Piotr González (zatwierdzenie kultu)

## 1742
7 kwietnia
- Bł. Kamil de Lellis

21 kwietnia
- Bł. Joanna de Valois

## 1743
15 maja
- Bł. Benedykt Massari

## 1744
25 września
- Bł. Mikołaj Albergati (zatwierdzenie kultu)

## 1746
29 czerwca
- Św. Fidelis z Sigmaringen
- Św. Józef z Leonessy
- Św. Kamil de Lellis
- Św. Katarzyna del Ricci
- Św. Piotr Regalado

## 1747
29 września
- Bł. Hieronim Emiliani

## 1748
9 maja
- Bł. Albert z Bergamo (zatwierdzenie kultu)
- Bł. Idzi z Santarém (zatwierdzenie kultu)

18 sierpnia
- Bł. Józef Kalasanty

2 października
- Bł. Archanioł Canetoli

## 1750
11 lutego
- Bł. Władysław z Gielniowa

25 lutego
- Bł. Rajmund Llull (zatwierdzenie kultu)

9 maja
- Bł. Markolin z Forli (zatwierdzenie kultu)

23 lipca
- Bł. Henryk z Bolzano (zatwierdzenie kultu)

## 1751
24 kwietnia
- Bł. Roger z Todi (zatwierdzenie kultu)

21 listopada
- Bł. Joanna de Chantal

## 1753
- Bł. Agnieszka z Asyżu (zatwierdzenie kultu)

24 lutego
- Bł. Józef z Kupertynu

24 kwietnia
- Bł. Anioł z Chivasso (zatwierdzenie kultu)

25 kwietnia
- Bł. Jan Liccio (zatwierdzenie kultu)

19 września
- Bł. Gabriel Ferretti (zatwierdzenie kultu)

## 1754
11 września
- Bł. Joanna z Orvieto (zatwierdzenie kultu)

17 lipca
- Bł. Serafina Sforza (zatwierdzenie kultu)